# Loes (Verwaltungsamt)
| \| \| |
|       |

|  |

Loes ist ein osttimoresisches Verwaltungsamt (portugiesisch Posto Administrativo) in der Gemeinde Liquiçá. Es wurde am 1. Januar 2024 vom Verwaltungsamt Maubara abgetrennt. Sitz der Verwaltung ist der Ort Matu im Suco Guiço.
Der Name des Verwaltungsamtes leitet sich vom Fluss Lóis an der Südgrenze ab.

## Geographie

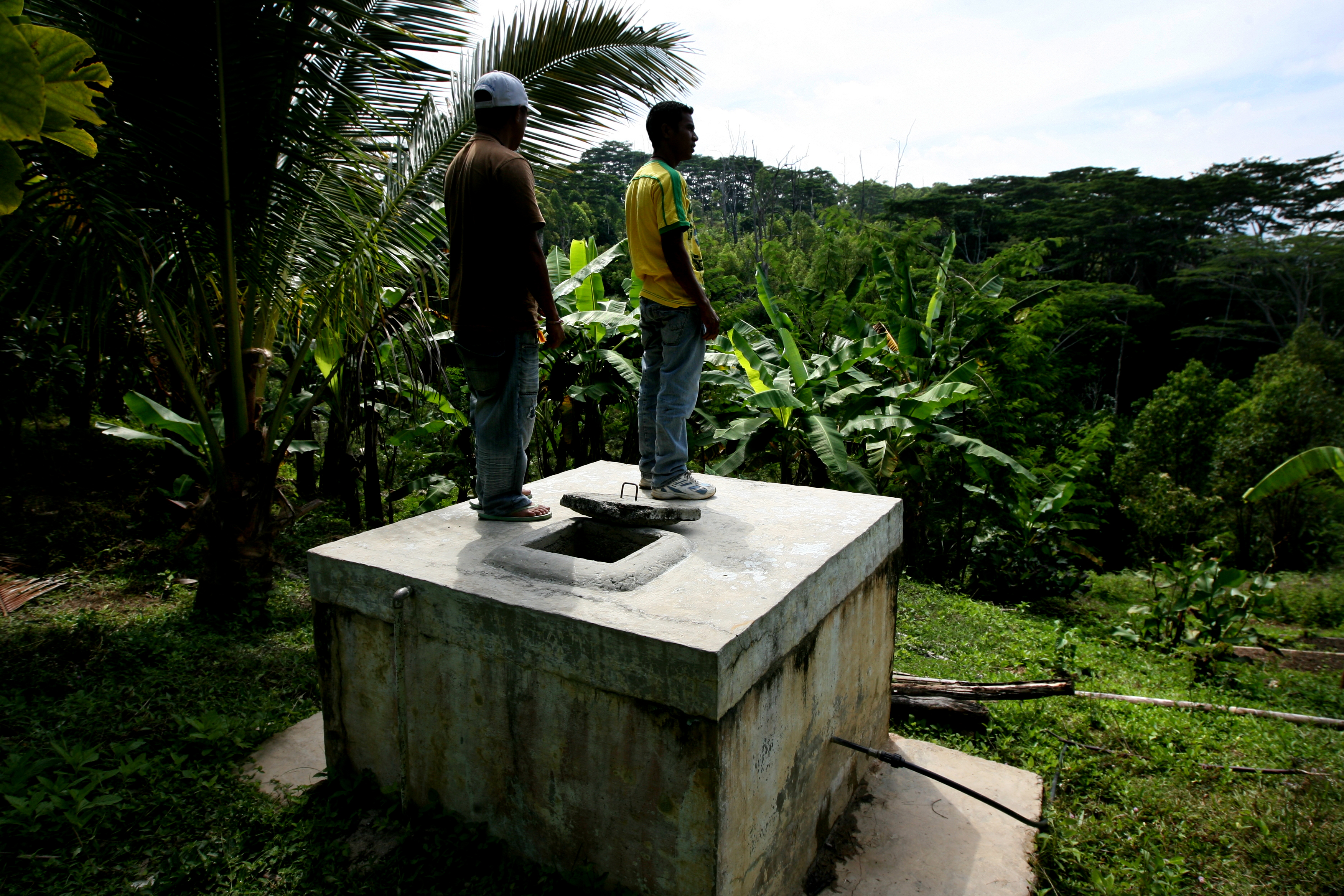
Lissadila

Zu Loes gehören die Sucos Guiço (Guico, Guisu, Cuico), Lissadila (Lisadilia) und Vatuboro (Vatoboro, Vatuboru, Fatuboro) gehören. Es ist nicht bekannt, ob es bei der Abtrennung von Maubara Änderungen in der Grenzziehung der Sucos gab, denn es gibt keine Verbindung zwischen Vatuboro im Westen an der Sawusee und den anderen beiden Sucos im ehemaligen Südosten von Maubara. 2015 hatten die drei Sucos eine Fläche von 137,18 km²

## Einwohner
Die große Mehrheit der Einwohner benutzen an als Muttersprache Tokodede. 2022 zählten die drei Sucos, die nun zu Loes gehören 9.018 Einwohner.

## Geschichte
Als Teil vom Reich von Maubara war Loes ab 1667 in der Einflusssphäre der Niederlande, während die umliegenden Reiche Vasallen Portugals waren. 1790 griff der Topasse-Herrscher Pedro da Hornay im Auftrag Portugals erfolglos Maubara an, womit er nur erreichte, dass Maubara sein Bündnis mit den Niederlanden erneuerte und die Flagge der Niederlande setzte. 1796 bis 1799 befanden sich Maubara und Groß-Sonba’i im Krieg mit den Portugiesen. Im Vertrag von Lissabon vereinbarten die Niederländer 1859 im Rahmen eines größeren Gebietsaustauschs Maubara an die Portugiesen abzutreten.
1893 revoltierte Maubara, zusammen mit Atabae, gegen die Ausweitung der militärischen und administrativen Kontrolle Portugals. Neueren Forschungen nach soll der portugiesische Offizier Francisco Duarte Maubara zur Rebellion angestiftet haben, wofür er zunächst seine Position verlor. Außerdem seien Beschwerden aus Maubara gegen einen lokalen portugiesischen Offizier wegen Korruption und Amtsmissbrauch vom Gouverneur ignoriert worden. Die Timoresen hätten sich dann an die Niederländer in Atapupu gewendet, doch wurde das Hilfsgesuch abgelehnt, so dass Maubara schließlich gegen die Portugiesen rebellierte. Der Liurai griff zwei portugiesische Militärposten in Dato und Vatuboro an und versuchte die Niederländer wieder als Schutzmacht zu gewinnen. Infolge der Niederschlagung des Aufstands brach in Maubara die Cholera aus. Im November unterzeichnete der Liurai offiziell einen schriftlichen Vertrag mit Portugal über den Vasallenstatus Maubaras.
Ende 1979 gab es in Irlelo (Suco Guiço) eines der Transit Camps, in denen die indonesischen Besatzer osttimoresische Zivilisten internierten.
1999 versuchten pro-indonesische Milizen (Wanra) die Stimmung vor dem Unabhängigkeitsreferendum am 30. August mit Gewalt zu beeinflussen. Aus dem Dorf Maubara stammt eine der gefürchtetsten Wanra Osttimors, die Besi Merah Putih (BMP), die vor allem in diesem Subdistrikt zwangsrekrutierte und hier auch ihr Hauptquartier hatte. Bereits ab Januar 1999 war die BMP aktiv. Sie beging vor dem Referendum und nach der Bekanntgabe der Entscheidung für die Unabhängigkeit Hunderte von Verbrechen. Viele Menschen flohen aus Angst vor Gewalt und den Zwangsrekrutierungen. Am 15. und 23. Februar überfiel die BMP Guiço. Flüchtlinge aus Guiço berichteten, dass alle 400 Familien dort ihre Häuser und die Ernte verloren hätten. Lissadila wurde zu einer Geisterstadt. Ihre Einwohner flohen nach Sare (Distrikt Ermera). Allein dort versammelten sich bis zu 6.000 Flüchtlinge (2.250 aus Guiço) und blieben bis zum Eintreffen der INTERFET im September 1999.
Das damals zum Suco Leotala gehörende Faulara (heute im Suco Lissadila) war ein indonesisches Umsiedlungslager für Timoresen, das seit 1996 bestand und ursprünglich 1.600 Einwohner hatte. Ab Januar 1999 versammelten sich Menschen, die vor der Gewalt der Milizen flohen auch in Faulara, so dass die Zahl der Einwohner auf 5.100 anstieg. Die Flüchtlinge wurden teilweise in Außenstellen, wie dem acht Kilometer entfernten Banitur (Suco Leotala) untergebracht. Am 16. Juli griff die BMP das Lager in Faulara an.

## Politik
Der Administrator des Verwaltungsamtes wird durch die nationale Zentralregierung in Dili bestimmt. Erst am 17. April 2024 wurde Francisco Xavier dos Santos zum ersten Administrator von Loes ernannt.
Der erste Stein des Sitzes des Verwaltungsamtes Loes wurde am 14. Juni 2023 in Matu im Suco Guiço gelegt.